# 黑城子镇
黑城子镇，是中华人民共和国辽宁省朝阳市北票市下辖的一个乡镇级行政单位。

## 行政区划
黑城子镇下辖以下地区：
黑城子村、和尚沟村、米家窝铺村、小城子村、冠山村、平安地村、十二道村、四万贯村、板达营村和祥顺号村。